# Тополи (посёлок)
Тополи (укр. Тополі) — поселок на Украине, в Двуречанской поселковой общины, Купянского района, Харьковской области,
Население по переписи 2020 года составляет 629 человек.
Один из 6 населённых пунктов с названием Тополи на территории Украины.

## Географическое положение
Посёлок Тополи находится в 2-х км от реки Оскол (левый берег), между рекой и посёлком расположен лесной массив (сосна).
Посёлок примыкает к селу Пески, на расстоянии в 1 км расположено село Лиман Второй, через посёлок проходит железная дорога, станция Тополи. Один из населенных пунктов в так называемой "серой зоне" в Харьковской области, которая контролируется российскими войсками, но юридически считаются территорией Украины.

## История
- 1920 — дата основания.

## Здания и сооружения
- Молочно-товарная, свино-товарная и овце-товарная фермы.
- Машинно-тракторные мастерские.
- Дом культуры с залом на 120 мест.
- Фельдшерско-акушерский пункт.
- Больница.
- Топольская средняя школа.
- Братская могила советских воинов.